# XUnit

다양한 코드중심 테스트 프레임워크는 xUnit으로 통칭되는 테스트 프레임워크를 가지고 있다. 이 프레임워크는 소프트웨어의 함수나 클래스 같은 서로 다른 구성 원소(단위)를 테스트 할 수 있게 해준다. xUnit 프레임워크의 주된 장점은 같은 테스트 코드를 여러번 작성하지 않게 해주고, 그 결과가 어떠해야 하는지를 기억할 필요가 없게하는 자동화된 해법을 제공 한다는 것이다. 이러한 프레임워크는 켄트 벡(Kent Beck) 이 고안한 것으로, SUnit이라는 이름으로 Smalltalk 에 처음 적용되었다. 이후 에릭 감마 (Erich Gamma) 와 켄트 벡(Kent Beck)이 Java에 포팅하여 JUnit이라는 것을 만들어 냈다. 여기서부터 이 프레임워크는 다양한 언어에 포팅, 예를 들어 CppUnit(C++ 용), NUnit(.NET 용), 되었다. 이러한 것을은 xUnit 이라고 불리며 통상 무상의 오픈소스로 사용할 수 있다. 이것들은 이제 많은 프로그래밍 언어와 개발 플랫폼에서 사용할 수 있다.

## xUnit의 구조
모든 xUnit 프레임워크들은 다음의 기초적인 구조를 공유하며 일부는 다양한 세부 구현체들이 포함되어 있다.
- 테스트 러너
- 테스트 케이스
- 테스트 픽스처
- 테스트 스위트
- 테스트 실행
- 테스트 결과 포매터
- 어서션

## 같이 보기
- 익스트림 프로그래밍
- 소프트웨어 테스트
- 테스트 주도 개발
- 유닛 테스트